# Авраамій Печерський
Авраамій (Авраам), затворник Печерський (XIII — XIV століття, Київ) — православний святий, чернець Києво-Печерського монастиря. Преподобний. Подвизався у Ближніх Печерах Святого Антонія.
Біографічні дані преподобного Авраамия Затворника не збереглися. Час життя датується 2-ю третиною XIII — початком XIV століття. Припускається, що Авраамій Печерський преставився 29 жовтня 1360 року.
Його мощі спочивають у Ближніх печерах Києво-Печерської лаври між мощами преподобномученика Анастасія і 12-ти преподобних грецьких майстрів.
Пам'ять: 29 жовтня, 28 вересня — у Соборі преподобних отців Києво-Печерських Ближніх печер, у неділю 2-у Великого посту — в Соборі всіх преподобних отців Києво-Печерських і всіх святих.

## Джерело
- Житіє преподобного отця нашого Аврамія Затворника, сайт Києво-Печерської лаври [Архівовано 1 серпня 2019 у Wayback Machine.]
- Словник персоналій Національного Києво-Печерського історико-культурного заповідника[недоступне посилання з червня 2019] — ресурс використано за дозволом видавця.